# Палая (река)
Палая — река в России, протекает по территории Андомского сельского поселения Вытегорского района Вологодской области. Длина реки — 15 км.

## Физико-географическая характеристика
Палая берёт начало на высоте выше 36 м над уровнем моря и далее течёт преимущественно в северо-восточном направлении по частично заболоченной местности.
Река в общей сложности имеет шесть малых притоков суммарной длиной 14 км.
Впадает на высоте 33,2 м над уровнем моря в Тудозеро, из которого вытекает река Тудозерка, впадающая в Онежское озеро.
Населённые пункты на реке отсутствуют.
Код объекта в государственном водном реестре — 01040100612102000017536.